# 斯捷帕尼夫卡 (比洛吉里亞區)
50°5′19″N 26°14′29″E / 50.08861°N 26.24139°E
斯捷帕尼夫卡（烏克蘭語：Степанівка），是烏克蘭西部的村莊，隸屬赫梅利尼茨基州的舍佩蒂夫卡區。該村始建於1579年，面積0.14平方公里，海拔高度262米，2001年人口430，人口密度每平方公里3,162人。